# Радванська Єлизавета Сергіївна
Радванська Єлизавета Сергіївна (21 травня 1990, Київ) - українська поетеса, перекладачка, педагогиня. Авторка художніх та наукових публікацій. Твори публікувалися в альманахах, збірниках, журналах в Україні та за кордоном з 2007 року. Брала участь у міжнародних конкурсах поезії та прози, а також наукових статей, займала призові місця. Займається викладацькою діяльністю з 2015 року.

## Життєпис
Народилася 21 травня 1990 року в Києві у сім'ї лікарів та науковців.
Дідусь - Леонард Олександрович Добровольский (1929-2013), доктор медичних наук, український лікар-гігієніст, радіобіолог, заслужений діяч науки, радник з питань гігієни праці в Європейському регіональному бюро ВООЗ (Данія, 1968–70)
Бабуся - Радванська Ніна Олександрівна (1936-2021), доцент кафедри журналістики Львівського університету імені Івана Франка, кандидат наук, член Спілки журналістів України .
Авторка двох збірок поезії та прози.

## Цитування, критика
"Надзвичайно талановита студентка третього курсу Інституту філософії та соціальних комунікацій Єлизавета Радванська, безперечно, гордість і майбутнє не тільки університету, а й України в цілому! Завдяки своїм перекладам творів інших авторів студентка посіла перше місце у номінації «Поезія, переклади»." - пише "Голос України"